# Golubinjak Veli
Golubinjak Veli (-Veji, -Veliki) je nenaseljeni otočić u otočju Lastovci, istočno od Lastova. Otok je od Lastova udaljen oko 4200 metara, a najbliži otok mu je Golubinjak Mali, oko 260 m prema zapadu.
Površina otoka je 22.681 m2, duljina obalne crte 781 m, a visina 14 metara.